# 旌德会馆
旌德会馆为安徽省旌德县盐商在扬州的会馆，位于江苏省扬州市弥驼巷1-7号，彩衣街90-94号。1711年用白银850两购买大东门外司前三舖大街（今彩衣街）七进房屋改建，作为公产，房契至今仍存。
旌德会馆一直存在到1950年代，此后改为民居，部分曾为彩衣街小学租用。该会馆的建筑格局至今保存较好，2008年列为扬州市文物保护单位。
旌德会馆的产业，还有埂子街146号愿生寺、国庆路360号等处。